# Spilosoma pteridis
Spilosoma pteridis là một loài bướm đêm thuộc phân họ Arctiinae, họ Erebidae.